# Tanytarsus apenninicus
Tanytarsus apenninicus är en tvåvingeart som beskrevs av Rossaro 1993. Tanytarsus apenninicus ingår i släktet Tanytarsus och familjen fjädermyggor.
Artens utbredningsområde är Italien. Inga underarter finns listade i Catalogue of Life.